# Salum Abubakar
Salum Abubakar (sinh ngày 26 tháng 8 năm 1992) là một cầu thủ bóng đá người Tanzania thi đấu ở vị trí tiền vệ.

## Sự nghiệp quốc tế

### Bàn thắng quốc tế
Bàn thắng và kết quả của Tanzania được để trước.
| #  | Ngày                 | Địa điểm                                       | Đối thủ         | Bàn thắng | Kết quả | Giải đấu           |
| -- | -------------------- | ---------------------------------------------- | --------------- | --------- | ------- | ------------------ |
| 1. | 15 tháng 11 năm 2019 | Sân vận động Quốc gia, Dar es Salaam, Tanzania | Guinea Xích Đạo | 2–1       | 2–1     | Vòng loại CAN 2021 |